# 九条兼孝
九条 兼孝（くじょう かねたか）は、安土桃山時代から江戸時代初期にかけての公卿。関白、准三宮。摂関家九条家第17代目当主。父は二条晴良、母は伏見宮貞敦親王の娘・位子女王。九条家第15代当主の九条尚経は曽祖父に当たる。大叔父の第16代当主九条稙通の養子になり九条家を継承、後月輪と号した。

## 生涯
天文22年（1553年）、二条晴良と位子女王の長男として誕生。弟に二条昭実、醍醐寺三宝院門跡義演、鷹司信房がいる。大叔父（祖母経子の弟）である九条稙通の養子となった時期は不明だが、弘治3年（1557年）4月5日に元服、正五位下左近衛少将に遷任されたため、この頃に養子になったと推定されている（12月27日に従四位下に昇叙）。
実家の二条家は長弟昭実が継ぐ一方で兼孝の官位は昇進を続け、永禄2年（1559年）7月2日に正四位下左近衛中将、翌永禄3年（1560年）1月15日に8歳で従三位に叙せられる。永禄4年（1561年）に権中納言、永禄6年（1563年）3月10日に正三位、永禄8年（1565年）11月21日に権大納言、永禄10年（1567年）12月21日に従二位、永禄12年（1569年）11月27日に右近衛大将に任じられた。元亀4年（天正元年・1573年）2月7日に正二位、天正2年（1574年）2月24日には右大臣となり、5月11日には養父から九条家の家領家伝記録の一切を譲られた。
天正3年（1575年）11月4日の左近衛大将、翌天正4年（1576年）11月21日の左大臣任官、天正5年（1577年）11月20日の左大臣辞任を経て、天正6年（1578年）12月13日に関白・藤氏長者となったが、天正9年（1581年）4月29日に辞任。翌天正10年（1582年）6月19日に従一位に昇叙され、同16年（1588年）2月18日に准三宮宣下を受けた。関白は一条内基と昭実が継いだが、天正13年（1585年）に昭実が近衛信輔（後の近衛信尹）と関白の地位をめぐって口論になり（関白相論）、事態を収拾させた豊臣秀吉が関白となった。この時期に子供が生まれ、天正10年4月8日に生まれた息子は天正11年（1583年）4月14日に夭折したが、同年に娘が誕生（後に八条宮智仁親王へ嫁ぐ）、天正14年（1586年）2月19日に息子忠栄（後の九条幸家）が誕生した。准三宮になった翌年の天正17年（1589年）にも末子増孝が生まれた。
天正・文禄・慶長年間は秀吉が催した儀式に他の公家や2人の弟昭実・信房らと共に参加、天正13年7月13日に紫宸殿で開催された能に加わり、天正16年4月14日に後陽成天皇の聚楽第行幸に随行、饗宴で相伴に与った。文禄5年（慶長元年・1596年）5月15日に宮中へ参内した秀吉が催した能にも参加、翌慶長2年（1597年）5月17日に伏見城へ移った秀吉と息子豊臣秀頼の移徙（移転）を祝うために伏見城へ出向いている。秀吉死後の慶長3年（1598年）10月18日、後陽成天皇が体調不良を理由に弟の智仁親王への譲位を希望した際、親王が婿であったにもかかわらず昭実・信房・一条内基ら摂家当主たちと共に反対して撤回させた。一方で慶長4年（1599年）には次弟義演から頼まれ、増孝を義演が管轄する随心院へ送った（三宝院には甥で信房の子覚定が入る）。
慶長5年（1600年）12月19日、再度関白・左大臣に就任、2日後の21日に政仁親王（後の後水尾天皇）の親王宣下で上卿を務めた。背景には秀吉の関白政治と決別を図る徳川家康の画策があったとされる。他方で豊臣氏との関係も保ち、慶長9年（1604年）6月3日に忠栄と秀頼の従姉に当たる豊臣完子との結婚が行われたが、11月8日に智仁親王に嫁いだ娘が急死したことに衝撃を受け、2日後の10日に関白を辞任（左大臣はそれより前の慶長6年（1601年）1月27日に辞任）、10日後の18日に出家し忠栄へ家督を譲り隠居、法名を円性とした。
以後は政治と関わらず晩年を過ごし、寛永13年（1636年）1月17日、84歳で薨去した。

## 系譜
- 父：二条晴良
- 母：位子女王（伏見宮貞敦親王の娘）
- 養父：九条稙通
- 妻：高倉熙子（高倉永家の娘）
  - 長女：八条宮智仁親王室（1583-1604）
  - 長男：九条幸家（1586-1665）
  - 次男：増孝（1589-1644）

## 登場作品
映画
- 戦国自衛隊（1979年、斎藤光正監督） - 演：仲谷昇

テレビドラマ
- 敵は本能寺にあり（2007年、テレビ朝日） - 演：西本竜樹
- 軍師官兵衛（2014年、NHK大河ドラマ） - 演：米村亮太朗